# Pörzse Sándor
Pörzse Sándor (Budapest, 1959 –) újságíró, televíziós műsorvezető. A Barikád című, 2017-ig megjelent hetilap főszerkesztője, a Magyar Gárda egyik alapító tagja, valamint a Jobbik egyéni képviselőjelöltje és a párt kampányának egyik fő arca volt a 2010-es választásokon, országgyűlési képviselő.

## Élete
A Budapesti I. (ma: Szent) László Gimnáziumban érettségizett 1978-ban. 1984-ben szerzett felsőfokú reklámszakemberi végzettséget a Magyar Kereskedelmi Kamara Külkereskedelmi Reklám és Propaganda szakán. Egészen 1987-ig versenyszerűen foglalkozott a labdarúgással. Média-pályafutását 1989-ben, sportújságíróként, a Magyar Rádió sportosztályán kezdte. Később dolgozott a Danubius, a Calypso és a Bridge kereskedelmi rádióknál. Ezután önálló műsora indult a Magyar Televízióban. Itt már könnyűzenei és magazin jellegű produkciókkal is foglalkozott. Ezután a TV3-nál ő vezette a híradót, majd ő irányította a szórakoztató és sportosztályt.
2002-ben az induló Hír TV egyik alapító műsorvezetője volt. Műsort vezetett, és irányította a sportszerkesztőséget. A Terítéken című véleményműsorával vált igazán népszerűvé. 2007-ben az Echo TV-hez igazolt, ahol Pörzsölő címmel indult új műsora, majd a Kibeszélő című műsor egyik műsorvezetője is lett.
2007-ben alapító tagként részt vett a Magyar Gárda Egyesület létrehozásában. A 2009. február 1-jei tahitótfalui időközi polgármester választáson 36,75%-os eredménnyel második helyezést ért el.
2009. november 27-én otthagyta addigi munkaadóját, az Echo TV-t. Döntését azzal indokolta, hogy több interjúja sem kerülhetett adásba, és érzése szerint „elfogyott körülötte a levegő”. 2010 januárjától a Barikád hetilap főszerkesztőjeként tevékenykedett. 2017-ben a hetilap megszűnt.

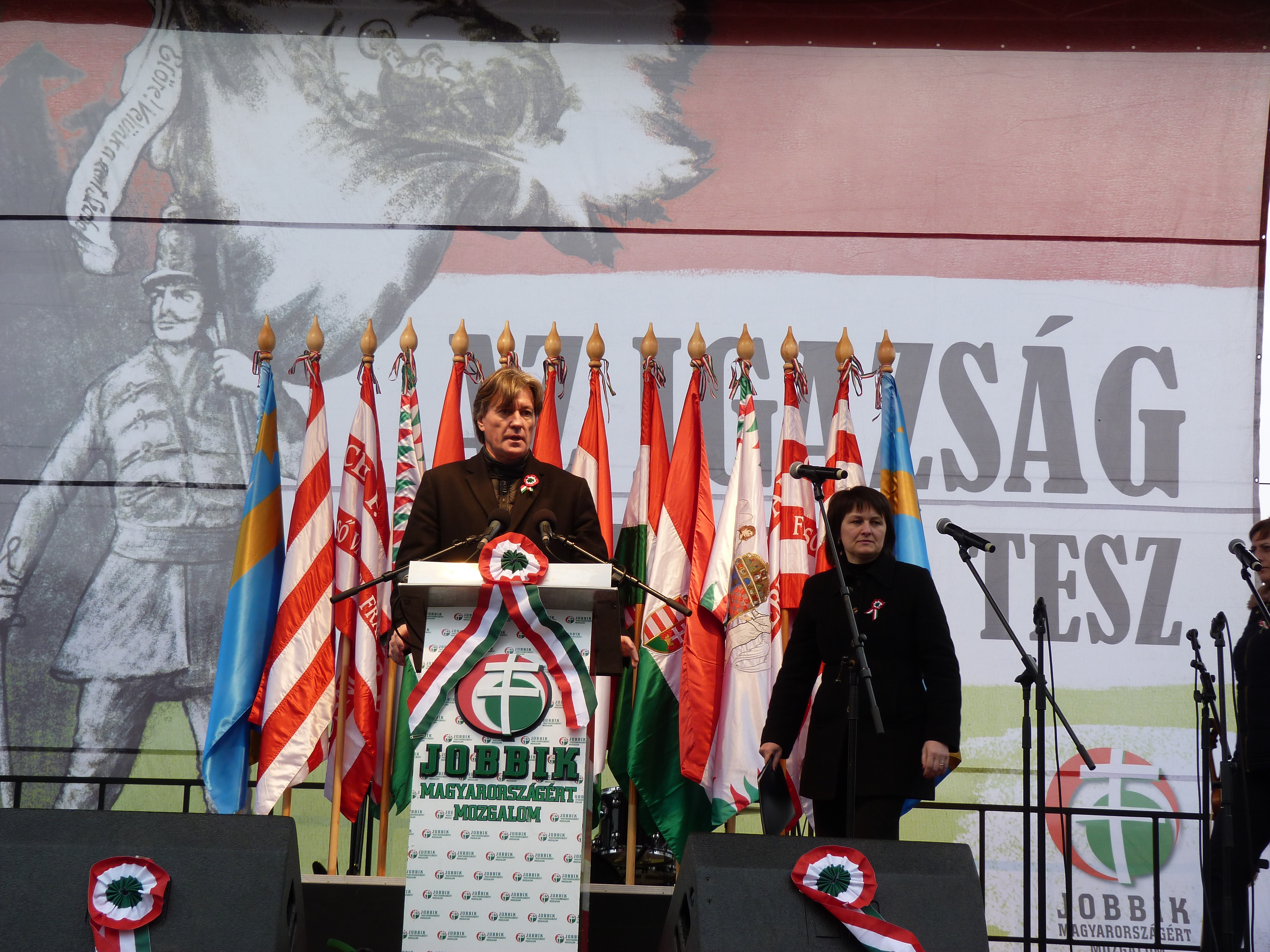
2015. március 15-én

A 2010-es országgyűlési választáson a Jobbik színeiben Budapest I. kerületének képviselőjelöltjeként mérettette meg magát, ahol már az első körben kiesett, pártja budapesti listájáról azonban bejutott.
2014-ben bejelentették, hogy nem kerül fel a Jobbik országos listájára a választásokon, hanem Vona Gábor személyes stábjának lesz a tagja.
Két ismeretterjesztő történelmi könyve jelent meg eddig, és készített egy történelmi ismeretterjesztéssel kapcsolatos DVD-sorozatot is „Csillagösvényen” címmel.

## Művei
- Terítéken, Füleky Kft., Budapest, 2004, ISBN 963-217-513-1
- Csillagösvényen, DVD, Budapest, 2006.
- Csillagösvényen II. (Titokzatos mondáink, A magyar nép rejtélyes eredete és nyelve, Betyárvilág, Az ősnyelv), DVD, Budapest, 2007.
- Csillagösvényen III. (Magyar kereszténység, Keresztény Magyarság, Az elfelejtett Rongyos Gárda, A Madagaszkári királyság, Magyar Géniuszok, Az Ősnyelv), DVD, Budapest, 2008.
- Csillagösvényen IV. (Halálra ítélt zászlóalj, Szökésének oka: Hazaszeretet, Világnak királya: Attila), DVD, Budapest, 2009
- Bulcsú, Pytheas Könyvkiadó, Budapest, 2008, ISBN 978-963-9746-53-4

## Külső hivatkozások
- Szereti a kihívásokat (Magyar Hírlap, 2009. január 22.)
- Célkeresztben: Pörzse Sándor (Barikád.hu, 2008. november 5.)